# Austromira
Austromira is een geslacht van vliesvleugeligen uit de familie Encyrtidae. De wetenschappelijke naam van dit geslacht is voor het eerst geldig gepubliceerd in 1924 door Girault.

## Soorten
Het geslacht Austromira is monotypisch en omvat slechts de volgende soort:
- Austromira muironi Girault, 1924